# Now, We Are Breaking Up
Now, We Are Breaking Up (hangul: 지금, 헤어지는 중입니다; rr: Jigeum, Heeojineun Jung-ibnida) é uma série de televisão sul-coreana exibida pela SBS TV de 12 de novembro de 2021 a 8 de janeiro de 2022, estrelada por Song Hye-kyo, Jang Ki-yong, Choi Hee-seo e Kim Joo-hun.

## Enredo
A série é uma história de amor e separações no mundo romântico. Ilustra o cenário atual no contexto da indústria da moda. Ha Yeong-eun (Song Hye-kyo) é uma líder de equipe moderna do departamento de design de uma empresa de moda chamada 'The One'. Yoon Jae-gook (Jang Ki-yong) é um fotógrafo freelancer de sucesso.

## Elenco

### Elenco principal
- Song Hye-kyo como Ha Yeong-eun[1]

38 anos, filha de Kang Jung-ja e Ha Taek-soo, e amiga íntima de Hwang Chi-sook e Jeon Mi-sook, líder da equipe de design de uma empresa de moda chamada 'The One'. Ela se apaixona por Yoon Jae-gook
- Jang Ki-yong como Yoon Jae-gook e Mr. J

32 years old, freelance fashion photographer
- Choi Hee-seo como Hwang Chi-sook[2]

38 anos, diretora de design de 'The One', filha do diretor executivo Hwang, colega de escola de Ha Young-eun e Jeon Mi-sook e irmã mais velha de Hwang Chi-hyung. Ela se apaixona por Seok Do-hoon
- Kim Joo-hun como Seok Do-hoon

40 anos, representante da talentosa empresa de relações públicas no centro da tendência.
- Park Hyo-joo como Jeon Mi-sook[3]

38 anos, colega de escola de Hwang Chi-sook e Ha Yeong-eun e esposa de Kwak Soo-ho. Ela desistiu de sua carreira de modelo para se casar com Kwak Soo-ho.
- Yoon Na-moo como Kwak Soo-ho

36 anos, vice-chefe da equipe de planejamento. Marido de Jeon Mi-sook e colega de Seok Do-hoon.

### Elenco de apoio

#### Pessoas ao redor de 'The One'
- Joo Jin-mo como representante Hwang

68 anos, pai de Hwang Chi-sook e Hwang Chi-hyung, diretor executivo de 'The One' e self-made man.
- Oh Se-hun como Hwang Chi-hyung

32 anos, novo designer de 'The One' na equipe de design. Ele é filho do diretor executivo Hwang e irmão mais novo de Hwang Chi-sook.
- Jang Hyuk-jin como Go Gwang-soo

55 anos, Chefe do departamento de produção de 'The One'.
- Song Yoo-hyun como Oh In-ah

32 anos, chefe da equipe de design de 'Lamont', a segunda marca de 'The One'. Também líder da equipe de lançamento da marca 'Claire Mary'
- Kim Bo-jeong como Nam Na-ri

30 anos, gerente da equipe de design de 'The One'.
- Moon Joo-yeon como Ahn Seon-joo

29 anos, designer da equipe de Ha Yeong-eun, honesta com seus sentimentos e desejos e expressa imediatamente.
- Shin Ha-young como Jung So-young, 25 anos, membro mais jovem da equipe de design da Sono[9]

#### Pessoas ao redor de Ha Yeong-eun
- Choi Hong-il como Ha Taek-soo

64 anos, vice-diretora do ensino médio. Ele está prestes a se aposentar em um mês. O pai de Ha Yeong-eun.
- Nam Gi-ae como Kang Jeong-ja

67 anos, mãe de Ha Yeong-eun

#### Pessoas de todo o país
- Cha Hwa-yeon como Min Hye-ok

66 anos. A mãe de Jaeguk. A filha mais nova de uma família de varejo
- Yoon Jung-hee como Shin Yoo-jeong[10]

40 years old, an influencer with over 600,000 Instagram followers and managing Director of Department Store 'Hills'.

### Outros
- Yura[11] como Hye-rin

29 anos, a melhor celebridade da época com inúmeros seguidores. Nome verdadeiro Yang Eun-hee
- Ki Eun-se como Seo Min-kyeong[12]

33 anos. Vice-presidente da equipe da Vision PR Marketing Team
- Kim Do-geon como Jimmy

O modelo de publicidade casual masculina do The One
- Shin Dong-wook como Yoon Soo-wan[14]

O irmão mais velho de Yoon Jae-kook, que morreu em um acidente há 10 anos, e ex-namorado de Ha Young Eun.
- Park Bo-kyung como Choi Ji-yeon

Outrora colega de Ha Young-eun na empresa de moda 'The One', agora presidente de um bar de LP. Sua loja se tornou o esconderijo de Ha Young-eun
- Choi Hyo-eun como Lee Seong-min
- Lee Jung-gil como Yoon Seong-cheol, pai de Jae-gook
- Kim Young-ah como Choi Hee-ja, Uma pessoa muito próxima e especial que trabalha com Ha Young-eun há muito tempo.[16]

#### Aparência especial
- Lee Do-yeop como Choi Kyung-chan[17]
- Hwang Chan-sung como Kim Soo-min[18]

## Trilha sonora

### Parte 1
| Lançado em 12 de novembro de 2021 |                              |         |         |  |
| N.º                               | Título                       | Artista | Duração |  |
| 1.                                | "Your Season" (너라는 계절)  | Twenty  | 3:42    |  |
| 2.                                | "Your Season" (instrumental) |         | 3:42    |  |

### Parte 2
| Lançado em 14 de novembro de 2021 |                                |         |         |  |
| N.º                               | Título                         | Artista | Duração |  |
| 1.                                | "Hold My Hand" (손을 잡아줘요) | Lee Hi  | 3:30    |  |
| 2.                                | "Hold My Hand" (instrumental)  |         | 3:30    |  |

### Parte 3
| Lançado em 19 de novembro de 2021 |                                  |         |         |  |
| N.º                               | Título                           | Artista | Duração |  |
| 1.                                | "The Only Reason" (오로지 그대)  | Davichi | 4:03    |  |
| 2.                                | "The Only Reason" (instrumental) |         | 4:03    |  |

### Parte 4
| Lançado em 21 de novembro de 2021 |                                                            |                  |         |  |
| N.º                               | Título                                                     | Artista          | Duração |  |
| 1.                                | "Because You're Not Here" (푸르른 계절도 내겐 의미 없어요) | Jeong Seung-hwan | 4:49    |  |
| 2.                                | "Because You're Not Here" (instrumental)                   |                  | 4:49    |  |

### Parte 5
| Lançado em 26 de novembro de 2021 |                             |              |         |  |
| N.º                               | Título                      | Artista      | Duração |  |
| 1.                                | "I Miss You"                | Song Yoo-jin | 4:13    |  |
| 2.                                | "I Miss You" (instrumental) |              | 4:13    |  |

### Parte 6
| Lançado em 28 de novembro de 2021 |                       |                 |         |  |
| N.º                               | Título                | Artista         | Duração |  |
| 1.                                | "Stay"                | Car, the Garden | 4:01    |  |
| 2.                                | "Stay" (instrumental) |                 | 4:01    |  |

### Parte 7
| Lançado em 3 de dezembro de 2021 |                          |                         |         |  |
| N.º                              | Título                   | Artista                 | Duração |  |
| 1.                               | "Ing..."                 | Lee Min-hyuk, Bora Miyu | 4:00    |  |
| 2.                               | "Ing...." (instrumental) |                         | 4:00    |  |

### Parte 8
| Released on December 5, 2021 |                             |              |         |  |
| N.º                          | Título                      | Artista      | Duração |  |
| 1.                           | "Between Us"                | Urban Zakapa | 4:01    |  |
| 2.                           | "Between Us" (instrumental) |              | 4:01    |  |

### Parte 9
| Lançado em 12 de dezembro de 2021 |                                      |            |         |  |
| N.º                               | Título                               | Artista    | Duração |  |
| 1.                                | "Come Rest With Me" (그대 잠시 내게) | Lee Mu-jin | 4:07    |  |
| 2.                                | "Come Rest With Me" (instrumental)   |            | 4:07    |  |

### Parte 10
| Lançado em 19 de dezembro de 2021 |                                   |                 |         |  |
| N.º                               | Título                            | Artista         | Duração |  |
| 1.                                | "Because I am You" (나는 너라서)  | Baekho (NU'EST) | 3:35    |  |
| 2.                                | "Because I am You" (instrumental) |                 | 3:35    |  |

### Parte 11
| Lançado em 4 de janeiro de 2022 |                                      |          |         |  |
| N.º                             | Título                               | Artista  | Duração |  |
| 1.                              | "When We're Together"                | Shorelle | 3:47    |  |
| 2.                              | "When We're Together" (instrumental) |          | 3:47    |  |

## Recepção
Na tabela abaixo, os números azuis representam as audiências mais baixas e os números vermelhos representam as audiências mais elevadas.
| Episódio | Data de transmissão original | Audiência média | Audiência média | Audiência média |
| Episódio | Data de transmissão original | Nielsen Korea   | Nielsen Korea   | TNmS            |
| Episódio | Data de transmissão original | Em todo o país  | Seul            | Em todo o país  |
| -------- | ---------------------------- | --------------- | --------------- | --------------- |
| 1        | 12 de novembro de 2021       | 6.4% (8th)      | 6.6% (7th)      | —               |
| 2        | 13 de novembro de 2021       | 8.0% (3rd)      | 9.0% (3rd)      | 6.8% (4th)      |
| 3        | 19 de novembro de 2021       | 7.3% (7th)      | 7.3% (6th)      | 5.5% (12th)     |
| 4        | 20 de novembro de 2021       | 7.9% (2nd)      | 8.5% (2nd)      | 5.7% (14th)     |
| 5        | 26 de novembro de 2021       | 7.0% (9th)      | 7.5% (6th)      | 5.3% (14th)     |
| 6        | 27 de novembro de 2021       | 7.6% (4th)      | 8.4% (3rd)      | —               |
| 7        | 3 de dezembro de 2021        | 6.4% (10th)     | 6.9% (9th)      |                 |
| 8        | 4 de dezembro de 2021        | 6.9% (8th)      | 7.4% (6th)      | 5.0%(14th)      |
| 9        | 10 de dezembro de 2021       | 6.9% (10th)     | 7.5% (8th)      | 5.2% (13th)     |
| 10       | 11 de dezembro de 2021       | 6.8% (9th)      | 7.5% (8th)      | 5.4% (16th)     |
| 11       | 17 de dezembro de 2021       | 6.5% (13th)     | 6.9% (13th)     | 4.4% (19th)     |
| 12       | 24 de dezembro de 2021       | 5.7% (14th)     | 6.3% (11th)     | —               |
| 13       | 25 de dezembro de 2021       | 4.9% (20th)     | 5.5% (11th)     |                 |
| 14       | 1 de janeiro de 2022         | 4.2% (22nd)     | 4.6% (19th)     |                 |
| 15       | 7 de janeiro de 2022         | 6.8% (12th)     | 6.8% (12th)     | 5.3% (14th)     |
| 16       | 8 de janeiro de 2022         | 6.7% (10th)     | 7.1% (8th)      | 4.9% (14th)     |
| Média    | Média                        | 6.6%            | 7.1%            | —               |

## Prêmios e indicações
| Ator | Prêmio           | Categoria                                                                   | Beneficiário                | Resultado | Ref.   |
| ---- | ---------------- | --------------------------------------------------------------------------- | --------------------------- | --------- | ------ |
| 2021 | SBS Drama Awards | Prêmio de Melhor Casal                                                      | Jang Ki-yong e Song Hye-kyo | Indicado  | [ 34 ] |
| 2021 | SBS Drama Awards | Grande Prêmio (Daesang)                                                     | Song Hye-kyo                | Indicado  | [ 35 ] |
| 2021 | SBS Drama Awards | Prêmio de Excelência para Ator em Minissérie de Romance/Comédia Dramática   | Kim Joo-hun                 | Venceu    | [ 36 ] |
| 2021 | SBS Drama Awards | Melhor Atriz Coadjuvante em Minissérie de Romance/Comédia Dramática         | Park Hyo-joo                | Venceu    | [ 37 ] |
| 2021 | SBS Drama Awards | Prêmio de Melhor Personagem, Atriz                                          | Choi Hee-seo                | Indicado  | [ 38 ] |
| 2021 | SBS Drama Awards | Prêmio de Excelência Superior, Ator em Minissérie de Drama/Comédia Romance  | Jang Ki-yong                | Indicado  | [ 38 ] |
| 2021 | SBS Drama Awards | Prêmio de Excelência Superior, Atriz em Minissérie de Drama/Comédia Romance | Song Hye-kyo                | Indicado  | [ 38 ] |
| 2021 | SBS Drama Awards | Prêmio de Excelência para Atriz em Minissérie de Romance/Comédia Dramática  | Choi Hee-seo                | Indicado  | [ 38 ] |
| 2021 | SBS Drama Awards | Melhor Ator Coadjuvante em Minissérie de Romance/Comédia Dramática          | Jang Hyuk-jin               | Indicado  | [ 38 ] |